# Le Conte de la deuxième nonne

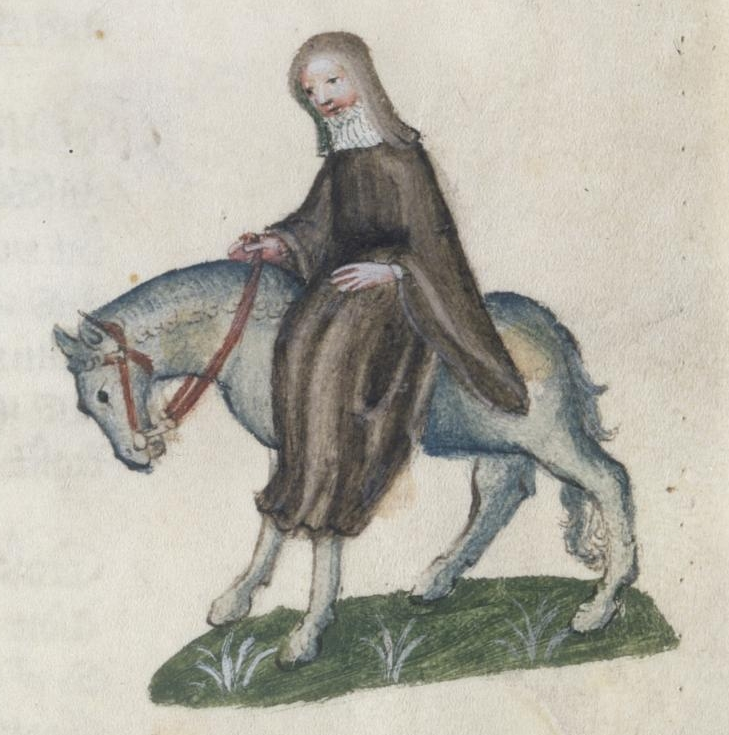
Enluminure de la Deuxième Nonne dans le manuscrit Ellesmere.

Le Conte de la Deuxième Nonne (The Seconde Nonnes Tale en moyen anglais) est l'un des Contes de Canterbury de Geoffrey Chaucer. Il se situe au début du Fragment VIII (G), avant  Le Conte de l'assistant du chanoine.

## Résumé
À Rome, Cécile est une jeune fille chrétienne mariée à un païen, Valérien. Lors de leur nuit de noces, elle lui dit que son ange gardien se tient prêt à le tuer si jamais il tente d'abuser d'elle. Elle l'envoie auprès du vieil Urbain (le pape Urbain Ier) et Valérien se convertit, ce qui lui permet de voir l'ange, jusqu'alors invisible à ses yeux. Le frère de Valérien, Tiburce, adopte à son tour la nouvelle foi.
Le préfet Almache arrête les deux frères et leur ordonne de sacrifier à Jupiter, ce qu'ils refusent. Ils sont condamnés à mort, mais leur exemple incite plusieurs membres de la garde, dont Maximus, le bras droit d'Almache, à se convertir. En l'apprenant, le préfet le fait fouetter à mort.
Arrêtée à son tour, Cécile refuse elle aussi d'abjurer ses croyances. Almache la condamne à être ébouillantée vive, mais elle reste dans le chaudron pendant un jour et une nuit sans être incommodée. Le bourreau tente alors de la décapiter, mais il ne parvient qu'à lui trancher la gorge, même après les trois coups prescrits par la loi. Cécile reste ainsi pendant trois jours et continue à prêcher sa foi jusqu'à sa mort.

## Sources et rédaction
Le prologue du Conte de la Deuxième Nonne inclut une Invocacio ad Mariam qui s'inspire du Paradis de Dante Alighieri, ainsi que de plusieurs hymnes médiévaux. Le conte en lui-même s'inspire de deux adaptations abrégées de la Passio S. Caeciliae latine du Ve siècle ou VIe siècle : d'une part, La Légende dorée de Jacques de Voragine, et d'autre part un texte liturgique anonyme, apparemment d'origine franciscaine.
Dans le prologue de La Légende des femmes vertueuses, Chaucer dresse une liste de ses œuvres où figure une « Lyf of Seynt Cecile ». Il s'agit probablement de ce conte.

## Analyse
Le Conte de la Deuxième Nonne relève de l'hagiographie.